# Mszał kijowski

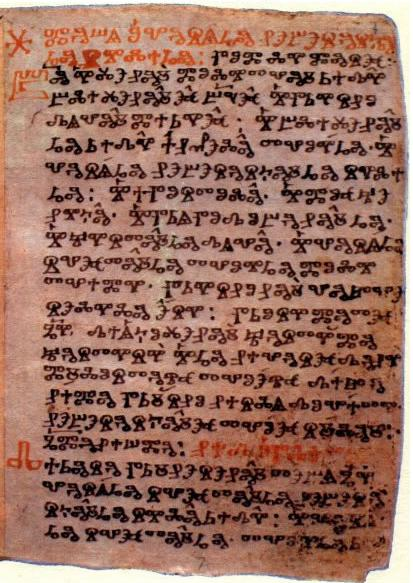
Mszał kijowski, folio 7r

Mszał kijowski (także: Fragmenty Kijowskie, łac. Folia Kijoviensia, skrót: Kij) – głagolicki zabytek kanoniczny języka staro-cerkiewno-słowiańskiego datowany na wiek X. Ze względów językowych uważany za najbardziej archaiczny dokument piśmiennictwa staro-cerkiewno-słowiańskiego.

## Zawartość
Zabytek liczy obecnie 7 kart o wymiarach 14,5 na 10,5 cm. Na jego treść składają się modlitwy zmienne z mszy rzymskiej (kolektę, sekretę, prefację, modlitwę po Eucharystii). Odnoszą się one do dnia św. Klemensa i św. Felicyty (23 listopada). Oprócz tego Mszał zawierają sześć formularzy tych samych zmiennych modlitw mszalnych na każdy dzień tygodnia oraz po jednym formularzu modlitw do świętych męczenników i aniołów. 
Jest to fragment przetłumaczonego łacińskiego sakramentarza, pochodzącego prawdopodobnie z terenu akwilejsko-salzburskiego. Dostał się on do Panonii i na Morawy jeszcze przed przybyciem w to miejsce świętych Cyryla i Metodego. Słowiańskie tłumaczenie wykonał najpewniej któryś z uczniów Cyryla i/lub Metodego już w IX wieku, np. Święty Gorazd. Mało prawdopodobne jest, że dokonali tego sami Cyryl lub Metody.
Mszał został odkryty w 1874 w Jerozolimie przez archimandrytę Antonina (Kapustina) i przekazany Kijowskiej Akademii Duchownej. Obecnie znajduje się w Ukraińskiej Bibliotece Narodowej w Kijowie. Przez Josipa Hamma uważany za XIX-wieczny falsyfikat.

## Cechy językowe
Zabytek jest jedynym reprezentantem odmiany morawsko-panońskiej języka staro-cerkiewno-słowiańskiego. Jego cechami charakterystycznymi są:
- z w miejsce žd np. dazь zamiast daždь
- c w miejsce št np. oběcělъ zamiast oběštalъ
- palatalne sonanty
- miękkie C i spółgłoski szumiące
- grupa šč
- l wstawne[4]
- znaczki nadliterowe interpretowane jako muzyczne bądź akcentowe (w związku z występującym wówczas u Słowian akcentem ruchomym)[2]